# Trichoniscus beroni
Trichoniscus beroni is een pissebed uit de familie Trichoniscidae. De wetenschappelijke naam van de soort is voor het eerst geldig gepubliceerd in 1985 door Andreev.